# Wanda Jakubowska
Wanda Jakubowska (Varsovia, 1907 - Varsovia. 1998) fue una directora de cine y guionista polaca.
En sus inicios rodó documentales, como The Awakening (1934). Su reclusión en los campos de concentración nazis durante la II Guerra Mundial marcó tanto su vida como su cine, ya que muchas de sus películas tratan este tema.
Se convirtió, tras la guerra, en una de las directoras de cine más reputadas de su país.

## Filmografía

### Directora
- 1988 Los colores del amor (Kolory kochania)
- Zaproszenie (1986)
- Biały mazur (1979)
- 150 na godzinę (1972)
- Gorąca linia (1965)
- Koniec naszego świata (1964)
- Historia współczesna (1961)
- Spotkania w mroku (1960)
- Król Maciuś I (1958)
- Pożegnanie z diabłem (1957)
- Opowieść atlantycka (1955)
- Żołnierz zwycięstwa (1953)
- Ostatni etap (1948)
- Budujemy nowe wsie (1946)
- Ulica Edisony (1937)
- Morze (1933)
- Reportaż nr 1 (1932)

### Guionista
- Kolory kochania (1988)
- Zaproszenie (1986)
- Biały mazur (1979)
- Spotkania w mroku (1960)
- Król Maciuś I (1958)
- Pożegnanie z diabłem (1957)
- Żołnierz zwycięstwa (1953)
- Ostatni etap (1948)